# Peònia (regne)
Peònia (en grec antic: Παιονία, llatí: Paeonia) era un regne del nord i nord-est de Macedònia habitat pels peonis. La tradició diu que el nom li ve de Pèon, l'heroi epònim fill d'Endimió.

## Situació i història
La Peònia limitava al nord amb Panònia de la qual la separava la cadena de l'Hesemos (els Balcans). Era un país muntanyós entre les muntanyes Orbelos i Ròdope i entre les fonts de l'Àxios, l'Estrímon i l'Hebros al costat del gran poble dels tracis. El nom dels habitants de Panònia és similar al grup frigi-traci dels peonis. Un dels districtes de Peònia era Pelagònia que portava el nom de Pelègon, l'heroi epònim. Apià diu que els pannonis eren peonis, però es tracta clarament d'una confusió. Homer parla dels peons, i els considera originaris d'Amidó, i diu que van participar en la guerra de Troia al costat de Príam. Estrabó diu que la principal ciutat de Peònia era Abidos. Els peonis no es consideraven ni macedonis, ni tracis ni il·liris, i deien que eren descendents dels teucres de Troia.
Quan Megabazos va travessar el riu Estrímon, va atacar Peònia i va deportar les dues tribus principals dels peonis a l'Àsia per ordre expressa de Darios el Gran, per evitar el perill que representava un país tan bel·licós per les intencions expansionistes dels perses cap a Europa.
Quan els temènides es van apoderar d'Emàtia, Almòpia, Crestònia i Migdònia els peons van conservar les terres al darrere de l'Àxios, i les tribus es van estructurar en un regne amb un únic sobirà. Van seguir independents fins que Filip II de Macedònia, fill d'Amintes, els va sotmetre a vassallatge després de la mort del seu rei Agis. A la mort de Filip van haver de reconèixer la sobirania d'Alexandre el Gran, diu Diodor de Sicília, i dels successius reis de Macedònia. El regne de Peònia és esmentat encara sota Cassandre però després les notícies quasi desapareixen. El rei Audoleó era independent l'any 354 aC i encara ho era després de la mort d'Alexandre, i apareix també un altre rei de nom Lleó o Eupolomen
Els peonis es van enfrontar als gàlates, aliats als macedonis i en van sortir derrotats l'any 280 aC. Segurament els gàlates van ocupar el regne, i el van desestructurar. Antígon II Gònates va sotmetre el país, que va conservar els seus propis caps locals. Dropió es creu que va gaudir de virtual independència.
Quan els romans van conquerir Macedònia, Peònia i l'oest de l'Àxios, es va incloure al districte segon, i s'estenia entre els denteletes i els medis de Tràcia, i els dàrdans, dassaretes i penestes de la frontera il·lírica amb les valls de l'Erígon, l'Àxios, l'Estrímon i l'Augites, i al sud fins a la plana de Siris.
Les seves tribus principals eren els odomants, estreus, leeus, graeus i agrians, amb els districtes de Parstrimònia (la vall de l'alt Estrímon) i Paròria o Parorea (les muntanyes al costat de l'Alt Estrímon). A la frontera oriental hi havia el districte de Deuriopos, el de Pelagònia i el de la Lincèstida, que abraçaven el país regat per l'Erígon.

## Ciutats
La primera capital s'anomenava Bilazora (moderna Veles a Macedònia del Nord) a la vora de l'Àxios. Més tard la capital era Estobi (moderna Pusto Gradsko). També hi havia la ciutat de Doberos

## Reis de Peònia
- Agis, circa el 354 aC
- Liceu, circa el 355-335 aC
- Pàtraos, circa el 335-315 aC
- Audoleó 315-286 aC
- Eupolemen?

### Reis vassalls o caps tribals
- Derronau
- Dròpion o Dropió
- Bastareu
- Nicarc.[1]